# Berserk (manga)
Pour les articles homonymes, voir Berserk (homonymie).
Autre
Berserk (ベルセルク, Beruseruku) est une série japonaise de mangas écrite et dessinée par Kentarō Miura. Le manga est prépublié depuis 1989 dans les magazines Monthly Animal House puis Young Animal de l'éditeur Hakusensha, et 42 volumes sont sortis en septembre 2023. La version française est éditée par Glénat et 42 tomes sont sortis à la date de juillet 2024. Après la mort de Miura en mai 2021, la série reprend la publication en juin 2022 sous la supervision de son ami d'enfance Kōji Mori et du groupe d'assistants et d'apprentis de Miura du Studio Gaga.
Situé dans un monde de dark fantasy inspiré de l’Europe médiévale, l'histoire est centrée sur les personnages de Guts, un mercenaire solitaire, et de Griffith, le chef d'un groupe de mercenaires appelé la « Troupe du Faucon ». Le manga est adapté en série d'animation de 25 épisodes entre octobre 1997 et mars 1998 par le studio OLM. Une trilogie de films d'animation produite par Studio 4°C est sortie entre 2012 et 2013. Une nouvelle adaptation animée par les studios GEMBA et Millepensee est diffusée entre juillet 2016 et juin 2017.
En mai 2021, le tirage de la série s'élève à plus de 55 millions d'exemplaires en circulation, versions numériques comprises, ce qui classe l'œuvre parmi les mangas les plus vendus. En 2002, Berserk reçoit le prix de l'excellence lors du 6e Prix culturel Osamu-Tezuka.

## Synopsis
Guts est un guerrier solitaire qui est né sous le cadavre pendu de sa mère, puis recueilli et élevé comme mercenaire par un père adoptif et abusif, Gambino. Leur relation ambivalente atteint son paroxysme lorsque Guts a été forcé de tuer un Gambino ivre en légitime défense, fuyant son groupe de mercenaires et devenant un soldat de fortune. Sa redoutable réputation attire l'attention de Griffith, le chef charismatique d'un groupe de mercenaires connu sous le nom de Troupe du Faucon. Griffith force Guts à rejoindre le groupe après l'avoir vaincu au combat, Guts devenant son meilleur combattant et son principal confident. Le groupe est engagé par le royaume de Midland pour l'aider dans sa guerre d'un siècle contre l'empire Tudor. Guts découvre le désir de Griffith de diriger son propre royaume et son mystérieux pendentif connu sous le nom de Behelit (ou Béhérit, suivant les traductions).
Le Behelit commence à prendre de l'importance quand, à sa vue, Nosferatu Zodd, un immortel monstrueux, les épargne et adresse à Guts un avertissement cryptique : une mort atroce l'attend pour s'être lié d'amitié avec Griffith. Alors que Griffith se mêle à la noblesse du Midland tout en se familiarisant avec la fille du roi, Charlotte, Guts commence à développer des sentiments pour sa collègue commandante Casca, la seule femme membre des Faucon. En entendant Griffith avouer à Charlotte qu'il ne considère comme un véritable ami que celui qui suit son propre rêve, Guts décide de quitter le groupe une fois que Midland a gagné sa guerre afin qu'il puisse poursuivre le sien. La décision de Guts fait tomber par inadvertance Griffith dans une spirale émotionnelle qui culmine avec son arrestation pour avoir séduit et défloré Charlotte dans un moment de faiblesse. Il perd son Behelit alors qu'il est soumis à des tortures sans fin, et les Faucon sont déclarés criminels par l'armée du Midland. Guts, après avoir passé un an à s'entraîner pour devenir un meilleur épéiste, est averti par un mystérieux être connu sous le nom de Skull Knight que ses actions ont déclenché une « Éclipse ». Apprenant la situation difficile des Faucons, Guts les rejoint pour sauver Griffith, tout en consommant ses sentiments pour Casca.

## Univers deBerserk

### Europe médiévale
Le manga se déroule dans un univers d'heroic fantasy, d'inspiration médiévale mélangée avec des éléments de la Renaissance.

### Artefacts deBerserk

#### Behelits
Les Beherits, parfois noté « Behelit » en raison de sa prononciation japonaise, constitue une relique du manga Berserk. Ce fétiche est un inquiétant objet en forme d'œuf, possédant des traits physionomiques humains, comme un nez, des yeux et une bouche, tourmentés et mouvants desquels peuvent s'écouler un sang visqueux. Ces œufs de pierre d'origine surnaturelle sont réputés pour être capables d'influencer le destin de l'humanité. Leur usage principal est de pouvoir invoquer la Main de Dieu, un groupe de démons qui accordera à son propriétaire un souhait en échange d'un sacrifice humain. Il en existe de plusieurs couleurs, grise et rouge. La plus connue d'entre elles se dénomme la Behelit Pourpre ou est encore appelée l'« Œuf du Roi conquérant » qui est aussi l'artefact le plus puissant. Ce Behelit n'apparaîtra qu'à ceux destinés à un chemin légendaire, comme Griffith. Les Behelits agissent comme une clé permettant d'ouvrir un interstice entre le monde physique et le monde astral, garantissant une audience avec la Main de Dieu. Chaque Behelit est attaché à une personne et l'œuf maudit retrouvera toujours son chemin vers le malheureux auquel il est destiné. L'« Œuf du Roi conquérant » possède une dimension temporelle car il n'apparait que tous les 216 ans pour chercher un remplaçant dans le panthéon maléfique que constitue la Main de Dieu.

#### Armure du Berserker
L'armure du Berserker est offerte à Guts par Flora, une magicienne afin qu'il puisse continuer à se battre contre les apôtres. Elle y a gravé des protections magiques qui permettent de canaliser une partie de son pouvoir. L'objet maudit apparaît à première vue une aubaine pour Guts, toujours aux prises avec des adversaires dont la puissance ne cesse de croître, à mesure de l'avancement de l'histoire. Isidoro s'étonnera que l'armure n'ait pas été confiée à Guts lors de leur première rencontre avec Flora obligeant Schierke à préciser que l'armure n'est pas un objet magique à utiliser à la légère.
L'armure, redoutée, est d'ailleurs confiée à Guts alors que la situation est au plus critique, tel un ultime recours.
Cette armure n'est pas une armure classique. Dotée d'une volonté propre, elle révèle sa vraie nature lorsque le porteur succombe aux émotions violentes auxquelles elle le soumet, décuplant la force de son utilisateur au prix de sa raison. Privé de tout discernement, l'hôte est alors transformé en une bête sauvage assoiffée de sang, expliquant la dénomination de l'objet.
Elle permet à son porteur de ne pas ressentir la douleur et soutient ses fractures osseuses à renfort de crochets acérés qui s'enfoncent telle la mâchoire d'un fauve toujours plus profondément dans la chair de celui prêt à payer le terrible prix de son pouvoir, lui permettant de continuer à combattre, au-delà des limites humaines, jusqu'à être vidé entièrement de son sang.
Enfin, elle modifie le style de combat du porteur. Dans le cas de Guts, sa manière de combattre lorsqu'il revêt l'armure, d'une bestialité et d'une violence extrême, provoquera jusqu'à l'effroi de ses propres compagnons.
Il est possible pour l'utilisateur de l'armure de sortir de la folie meurtrière qu'elle provoque et de revenir à lui. Dans le cas de Guts, ceci est rendu possible par l'action de Schierke qui arrive à atteindre son esprit dans le monde astral et le ramener à la raison.
Alors que Guts apprendra avec l'aide de Schierke à dompter le torrent émotionnel émanant de l'armure, il reste constant dans l'œuvre de Kentarō Miura, à ce jour, que l'utilisation dangereuse du mode « Berserker » doit être réservée aux situations les plus désespérées, ce dont Guts et ses compagnons sont conscients. Serpico expliquera quelques tomes plus loin au groupe que le « berserker » est un guerrier dans des contrées lointaines craint de ses ennemis comme de ses alliés, renforçant le mythe autour de l'objet, avant une bataille qui prouvera son propos.
Le heaume accompagnant l'armure, lors de sa première apparition, à une forme de crâne humain. L'armure pouvant modifier sa propre apparence, le heaume se métamorphose pour prendre la forme d'une tête de chien ou de loup, reflet de la « bête » intérieure de Guts lorsque celui perd le contrôle à l'occasion de la première bataille au cours de laquelle il porte l'armure.
La malédiction qui pèse sur l'armure est réelle, car au-delà du risque de se retourner contre ses alliés, Guts impute à l'armure du berserker la perte d'une partie de sa perception sensorielle, en l’occurrence le goût, lors d'un repas avec ses compagnons.
Il est révélé ultérieurement, par Nosferatus Zodd, que cette armure a été portée par le Skullknight. Il est sous entendu dans le manga que c'est à cause de l'utilisation prolongée que le Skullknight est devenu ce qu'il est, à l'occasion des mises en garde qu'il adresse à Guts contre les dangers que présente le port de l'armure.

## Personnages
Berserk raconte l'histoire de Guts, un jeune mercenaire, de son enfance à l'âge adulte.
Dans la première partie de l'histoire, Berserk se concentre sur la relation de Guts avec Griffith et Casca, et les membres de la Troupe du Faucon qui le recueillent : Judeau, Rickert, Gaston, Carcus, Pippin. Dans la deuxième partie de l'histoire, les nouveaux alliés de Guts sont Puck, un elfe faisant partie de la famille des esprits élémentaires du vent, Farnese, l'ancienne chef d'un bataillon religieux, Serpico, le serviteur de Farnese, Isidoro, un jeune garçon désirant être le disciple de Guts, Schierke, une jeune sorcière, et Isma.

## Manga
Un prototype de la série en 48 pages est publié en 1988. La série a ensuite débuté dans le magazine Monthly Animal House de l'éditeur Hakusensha, avant d'être transféré dans le Young Animal. Le premier volume relié est sorti le 26 novembre 1990.
Au décès de Kentarō Miura le 6 mai 2021, 363 chapitres et 40 tomes sont publiés. Le chapitre 364 est publié en septembre 2021, tandis que le tome 41 est commercialisé à titre posthume en décembre 2021,. L'avenir de la série reste alors incertain à cette date. Le 7 juin 2022, le département éditorial du Young Animal annonce la reprise du manga pour le 24 juin 2022, sous la supervision de l'ami d'enfance de Miura, Kōji Mori, à qui il aurait confié « l'histoire de Berserk jusqu'à son grand final », et du groupe d'assistants et d'apprentis de Miura du Studio Gaga.
La version française a d'abord été éditée par Samouraï Éditions, mais seul le premier tome a été publié à cause de problèmes de droits,. Les six premiers tomes du manga sont ensuite publiés par Dybex (anciennement Dynamic Visions) entre 2002 et 2004. La série est ensuite reprise par Glénat en octobre 2004 et 42 tomes sont sortis en juillet 2024. Une édition prestige au format double est prévue pour juin 2025.
| - Le Guerrier noir (黒い剣士, Kuroi Kenshi) : 8 chapitres (1 à 8) - L'Âge d'or (黄金時代, Ōgon Jidai) : 102 chapitres (9 à 16 et 001 à 094) - L'ère des châtiments (断罪, Danzai) : 82 chapitres (095 à 176) - Le Faucon Millénaire (千年王国の鷹, Mireniamu Farukon hen) : 131 chapitres (177 à 307) - Fantasia (幻造世界, Fantajia Hen) : 57 chapitres (308 à 364) Le comptage des chapitres a été remis à 001 après le chapitre 16 L'âge d'or (8) dans le tome 5. |

## Anime

### Séries télévisées d'animation

#### Berserk(1997)
Correspondance : Tomes 3 à 13
Les producteurs exécutifs de la série animée sont Yoshiko Nagasaki et Mitsuru Oshima ; les musiques sont de Susumu Hirasawa. Les scénaristes ont choisi d'adapter le flashback couvert par les volumes 4 à 13. Les scènes y sont reprises jusque dans les angles de vue. En France, la série est éditée en DVD et Blu-ray par Dybex.
| \| No \| Titre français \| Titre japonais \| Titre japonais \| Date de 1re diffusion \| \| No \| Titre français \| Kanji \| Rōmaji \| Date de 1re diffusion \| \| -- \| ------------------------- \| -------------- \| ---------------- \| --------------------- \| \| 1 \| Le Chevalier noir \| 黒い戦士 \| Kuroi senshi \| 7 octobre 1997 \| \| 2 \| La Brigade des Faucons \| 鷹の団 \| Taka no dan \| 14 octobre 1997 \| \| 3 \| Premier assaut \| 初陣 \| Uijin \| 21 octobre 1997 \| \| 4 \| La main de Dieu \| 神の手 \| Kami no te \| 28 octobre 1997 \| \| 5 \| Le souffle de l'épée \| 剣風 \| Kenpū \| 4 novembre 1997 \| \| 6 \| Zodd l'immortel \| 不死のゾッド \| Fushi no Zoddo \| 11 novembre 1997 \| \| 7 \| Le maître de l'épée \| 剣の主 \| Ken no aruji \| 18 novembre 1997 \| \| 8 \| Conspiration \| 陰謀 \| Inbō \| 25 novembre 1997 \| \| 9 \| Assassin \| 暗殺 \| Ansatsu \| 2 décembre 1997 \| \| 10 \| Quelque chose de précieux \| 貴きもの \| Tōtoki mono \| 9 décembre 1997 \| \| 11 \| La bataille \| 合戦 \| Kassen \| 16 décembre 1997 \| \| 12 \| Les deux \| ふたり \| Futari \| 23 décembre 1997 \| \| 13 \| Voyage sans retour \| 決死行 \| Kesshikō \| 6 janvier 1998 \| \| 14 \| Le Bûcher des rêves \| 夢のかがり火 \| Yume no kagaribi \| 13 janvier 1998 \| \| 15 \| Bataille décisive \| 決戦 \| Kessen \| 20 janvier 1998 \| \| 16 \| Les vainqueurs \| 勝利者 \| Shōri sha \| 27 janvier 1998 \| \| 17 \| Moment de gloire \| 栄光の瞬間 \| Eikō no shunkan \| 3 février 1998 \| \| 18 \| Cercueil de flammes \| 炎の墓標 \| Honō no bohyō \| 10 février 1998 \| \| 19 \| Le départ \| 別れ \| Wakare \| 17 février 1998 \| \| 20 \| Étincelles \| 火花 \| Hibana \| 24 février 1998 \| \| 21 \| La confession \| 告白 \| Kokuhaku \| 3 mars 1998 \| \| 22 \| La libération de Griffith \| 潜入 \| Sennyū \| 10 mars 1998 \| \| 23 \| La nuit avant la fête \| 前夜祭 \| Zenyasai \| 17 mars 1998 \| \| 24 \| Le banquet \| 日食 \| Nisshoku \| 24 mars 1998 \| \| 25 \| L'instant d'éternité \| 永遠の刻 \| Eien no toki \| 31 mars 1998 \| |                           |                |                  |                       |
| No | Titre français            | Titre japonais | Titre japonais   | Date de 1re diffusion |
| No | Titre français            | Kanji          | Rōmaji           | Date de 1re diffusion |
| 1 | Le Chevalier noir         | 黒い戦士       | Kuroi senshi     | 7 octobre 1997        |
| 2 | La Brigade des Faucons    | 鷹の団         | Taka no dan      | 14 octobre 1997       |
| 3 | Premier assaut            | 初陣           | Uijin            | 21 octobre 1997       |
| 4 | La main de Dieu           | 神の手         | Kami no te       | 28 octobre 1997       |
| 5 | Le souffle de l'épée      | 剣風           | Kenpū            | 4 novembre 1997       |
| 6 | Zodd l'immortel           | 不死のゾッド   | Fushi no Zoddo   | 11 novembre 1997      |
| 7 | Le maître de l'épée       | 剣の主         | Ken no aruji     | 18 novembre 1997      |
| 8 | Conspiration              | 陰謀           | Inbō             | 25 novembre 1997      |
| 9 | Assassin                  | 暗殺           | Ansatsu          | 2 décembre 1997       |
| 10 | Quelque chose de précieux | 貴きもの       | Tōtoki mono      | 9 décembre 1997       |
| 11 | La bataille               | 合戦           | Kassen           | 16 décembre 1997      |
| 12 | Les deux                  | ふたり         | Futari           | 23 décembre 1997      |
| 13 | Voyage sans retour        | 決死行         | Kesshikō         | 6 janvier 1998        |
| 14 | Le Bûcher des rêves       | 夢のかがり火   | Yume no kagaribi | 13 janvier 1998       |
| 15 | Bataille décisive         | 決戦           | Kessen           | 20 janvier 1998       |
| 16 | Les vainqueurs            | 勝利者         | Shōri sha        | 27 janvier 1998       |
| 17 | Moment de gloire          | 栄光の瞬間     | Eikō no shunkan  | 3 février 1998        |
| 18 | Cercueil de flammes       | 炎の墓標       | Honō no bohyō    | 10 février 1998       |
| 19 | Le départ                 | 別れ           | Wakare           | 17 février 1998       |
| 20 | Étincelles                | 火花           | Hibana           | 24 février 1998       |
| 21 | La confession             | 告白           | Kokuhaku         | 3 mars 1998           |
| 22 | La libération de Griffith | 潜入           | Sennyū           | 10 mars 1998          |
| 23 | La nuit avant la fête     | 前夜祭         | Zenyasai         | 17 mars 1998          |
| 24 | Le banquet                | 日食           | Nisshoku         | 24 mars 1998          |
| 25 | L'instant d'éternité      | 永遠の刻       | Eien no toki     | 31 mars 1998          |

#### Doublage
| Personnages     | Voix japonaises    | Voix françaises     |
| --------------- | ------------------ | ------------------- |
| Guts            | Nobutoshi Canna    | Fabien Jacquelin    |
| Griffith        | Toshiyuki Morikawa | Jean-Marco Montalto |
| Casca           | Yūko Miyamura      | Isabelle Volpé      |
| Rickert         | Akiko Yajima       | Gwenäelle Julien    |
| Judeau          | Akira Ishida       | Nicolas Beaucaire   |
| Pippin          | Masuo Amada        | Antoine Tomé        |
| Corkus          | Tomohiro Nishimura | Olivier Angèle      |
| Comte Julius    | Ryuji Mizuno       | Yannick Bellissard  |
| Adon            | Tesshô Genda       | Bruno Moury         |
| Baron Serpent   | Kan Tokumaru       | Jochen Hägele       |
| Ubik            | Chafurin           | Sylvain Solustri    |
| Charlotte       | Aki Toyosaki       | Gwennaëlle Julien   |
| Le Roi          | Tamio Ooki         | Eric Hemon          |
| La Reine        | Toshiko Sawada     | Jessi Lambotte      |
| Zodd l'immortel | Kenji Utsumi       | Frédéric Souterelle |

#### Berserk(2016)
Correspondance : Tomes 1 à 3 et Tomes 14 à 29
Une nouvelle série animée est annoncée fin décembre 2015. La première saison est diffusée à partir de juillet 2016, avec la production de douze épisodes. La deuxième saison est diffusée à partir d'avril 2017. Elle suit les événements des films d'animation, c'est-à-dire qu'elle exploite les événements ayant suivi l'éclipse dans le manga et qui n'avaient pas encore été adaptés.

#### Berserk: Memorial Edition(2022)
Correspondances : Tome 3 à 13
Berserk: Memorial Edition reprend le scénario des trois films Berserk : L'Âge d'or, y incluant des scènes supplémentaires. Cette série, diffusée du 1er octobre au 25 décembre 2022, comporte 13 épisodes :
- 1. L'âge d'or (黄金時代?)
- 2. Zod l'immortel (不死のゾッド?)
- 3. Le maître des épées (剣の主?)
- 4. Action désespérée (決死行?)
- 5. Feu de joie et de rêve (夢のかがり火?)
- 6. La bataille stratégique de Doldrey (ドルドレイ 攻略戦?)
- 7. Par une nuit enneigée... (ある雪の夜に…?)
- 8. La fin d'un rêve (夢の終焉?)
- 9. Gratter (傷?)
- 10. Réunion des abysses (深淵の再会?)
- 11. L'Éclipse (蝕?)
- 12. La tempête de la mort (死の嵐?)
- 13. Le serment de représailles (反撃の誓い?)

### Films d'animations
Correspondance : Tomes 3 à 14
En septembre 2010, Studio 4°C annonce avoir mis en projet une adaptation du manga de Kentarō Miura, et que le réalisateur Kitakubo Hiroyuki s'occupera d'une production en images de synthèse via la technique de la capture de mouvement. Le studio reprend donc le flambeau au studio OLM, adaptateur en anime des tomes 3 à 13 de Berserk pendant l'année 1997. En juillet 2011, le studio annonce avoir mis en chantier trois longs métrages.
La première partie, intitulée Berserk Ōgon Jidai-Hen I: Haō no Tamago (de son titre anglais Berserk Golden Age Arc I: The Egg of the King) et est réalisée par Toshiyuki Kubooka, est sortie au cinéma le 4 février 2012 et en Blu-ray le 23 mai 2012. La deuxième partie intitulée Berserk Golden Age Arc II: The Capture of Doldrey est sortie le 23 juin 2012 dans les salles japonaises et le 5 décembre 2012 en DVD/Blu-ray. Le troisième et dernier volet, Berserk Golden Age Arc III: Descent, est sorti au cinéma le 1er février 2013 et en Blu-ray le 19 juin 2013.
En avril 2012, l'éditeur Dybex annonce l'acquisition de la licence pour distribuer la trilogie en DVD dans les pays francophones. Le premier est sorti le 5 juin 2012, le deuxième le 31 janvier 2013, et le troisième le 20 juillet 2014.
Les trois parties sont disponibles sur Netflix depuis mars 2019.

## Jeux vidéo
Le premier jeu vidéo intitulé Sword of the Berserk: Guts' Rage (ベルセルク 千年帝国の鷹篇 喪失花の章, Beruseruku Sennen Teikoku No Taka Hen Wasurebana no Shō) est sorti sur Dreamcast en décembre 1999 au Japon et en mai 2000 en Occident.
Le deuxième jeu intitulé Berserk: Millennium Falcon Hen Seima Senki no Shō (ベルセルク 千年帝国の鷹篇 聖魔戦記の章, Beruseruku Sennen Teikoku No Taka Hen Seima Senki no Shō), est sorti uniquement au Japon sur PlayStation 2, en octobre 2004.
Le troisième jeu, intitulé Berserk and the Band of the Hawk (ベルセルク無双, Berserk Musou), est sorti en octobre 2016 au Japon et en février 2017 en Occident, sur PlayStation 4, PlayStation Vita et PC,.

## Roman
Un roman spin off Berserk, Honô Ryu no Kishi, est sorti le 23 juin 2017, date de sortie japonaise du volume 39. Le roman raconte l'histoire de l’apôtre Grunbeld, et est co-écrit par Kentarō Miura et Makoto Fukami, le scénariste de la série TV 2016.

## Analyse

### Inspirations et clins d'œil
Personnages
- Guts : le côté sombre et ténébreux est tiré de Hakaider dans Jinzo Ningen Kikaider de Shotaro Ishinomori ; le côté sauvage typique de certains héros d’heroic fantasy vient de Conan le Barbare de Robert E. Howard et de Guin Saga de Kaoru Kurimoto. Miura a souhaité avoir deux caractéristiques fortes pour le personnage : son bras mécanique est basé sur celui de Dororo d'Osamu Tezuka et de Cobra de Buichi Terasawa ; la Dragonslayer est basée sur des œuvres de Shinji Wada et de Guin Saga[G 1]. Pour sa personnalité, il s'est basé sur Max de Mad Max et Kenshiro de Hokuto no Ken de Buronson[G 2].
- La première Troupe du Faucon est inspiré de ses amis mangaka du lycée[G 3]. Les traits du visage de Pipin sont dessinés à l'image de Kentarō Miura lui-même, et ceux de Corkus, Rickert et Judeau, de ses trois amis[G 3].
- Griffith : Les traits de son visage sont grandement inspirés de Lady Oscar, l'héroïne de La Rose de Versailles de Riyoko Ikeda, et de plusieurs détails de Kaze to ki no uta de Keiko Takemiya[G 4]. Le casque de Griffith et le masque de Femto semblent avoir été inspirés par ceux de Winslow Leach dans Phantom of the Paradise.[réf. nécessaire]
- Casca : Les traits de Casca sont entièrement tirés des goûts personnels de Kentarō Miura, à savoir une femme à la peau foncée, forte de caractère, mais avec des côtés féminins[G 5].
- Puck : Ce personnage est directement inspiré de Disney, où le héros est très souvent suivi d'une petite créature comme Jiminy Criquet de Pinocchio[G 6]. Le nom a été directement choisi par rapport à la créature féerique du folklore celte, le Puck.
- Serpico : Tout comme Griffith, Serpico est lui aussi inspiré d'un personnage de Lady Oscar de Riyoko Ikeda, en la personne d'André[G 7].
- Isidoro : Les traits d'Isidoro sont inspirés du fils de l'un des assistants de l'auteur, qu'il trouva culotté[G 5]. Quant à la personnalité, il s'est inspiré du côté vaurien de Kaneda dans Akira et a ajouté l'esprit des enfants de l'ère Shōwa, de la Generation X en France.
- Isma : Ce personnage est un merrow, l'équivalent gaélique d'une sirène, provenant directement du folklore écossais.
- Schierke : Présentée comme débutante en sorcellerie, Schierke vit avec sa maîtresse Flora dans la forêt de l'arbre aux esprit et y fait la connaissance du jeune Guts.
- Le nom des personnages des God Hands sont tirés de livres de science fiction : Ubik de Philip K. Dick, Slan de A. E. van Vogt, Void pour Destination: Void de Frank Herbert, et Conrad pour ...And Call Me Conrad de Roger Zelazny.

Histoire
- La relation Griffith-Guts est basée sur son amitié avec son ami mangaka Kōji Mori, auteur de Suicide Island. Koji Mori était l'idole de toute son équipe de mangaka du lycée, puis petit à petit, Kentarō Miura l'a dépassé en qualité de dessin et en notoriété, tandis que Koji Mori enchaînait les échecs jusqu'à aboutir à une tentative de suicide[G 3]. Depuis, ils sont redevenus proches amis.
- Pour l'idée générale de la trame de Berserk, Kentarō Miura s'est inspiré de Devilman de Go Nagai et de Hokuto no Ken de Buronson.
- Après avoir longuement hésité à faire de Berserk un manga historique, il a décidé après la publication de l'arc de l'Âge d'Or d'en faire un manga de pure fantasy[G 8]. Pour faire ce choix, il comprend très bien qu'au Japon, la fantasy n'est présente qu'en jeux vidéo, à travers les Final Fantasy ou les Dragon Quest. Il s'inspira dès lors du Seigneur des anneaux de Tolkien.
- La trame de la Tour des châtiments est directement inspiré du film Le Nom de la rose[G 9].
- Le Roi Ganishka de l'empire Kushan est librement inspiré du roi Kanishka de l'Empire kouchan.

Apôtres et bestiaire
- Le baphomet apparaît plusieurs fois dans le manga.
- Ep.160 : Le Corbeau, disciple de Mozgus, est habillé du costume du médecin de peste.
- Ep.210 : Le Kelpie provient de la mythologie écossaise.
- Ep.332 : Le cocatrix est une créature légendaire médiéval européenne avec une tête de coq, des ailes de chauve-souris et un corps de serpent ou de coq.

Architecture et arts
- Ch.01 : Le château du Baron Serpent s'inspire de l'Alcazar de Ségovie.
- Ch.03 : La dimension parallèle formée d'escaliers est inspirée de la lithographie Relativité d'Escher.
- Ch.11 : Le château derrière Guts et Casca s'inspire du château de Vaux-le-Vicomte
- Ep.179 : L'épée de Zodd lors du combat contre Guts sur la colline aux épées est une Ram-Dao
- Ep.185 : Le portail de la maison Vandémion est inspiré du portail du palais du Belvédère.
- Ep.253 : Les Bakiraka rentrent dans le temple de Ganishka, qui s'inspire du Panthéon de Rome.
- Ep.255 : Puck prend un bain dans une coupe, inspiré de la Nautilus Cup.
- Ep.256 : La chambre des colonnes lors du combat entre Serpico et Guts, est inspiré de la salle des colonnes de la Mosquée-cathédrale de Cordoue en Espagne.
- Ep.293 : La cathédrale de Windham est inspirée de la Cathédrale Notre-Dame de Paris, aussi la prison serait inspirée de La Bastille de Paris.
- Ep.306 : Ubik apparaît dans le corps de l'Homme-arbre de l'Enfer du tableau Le Jardin des délices de Jerome Bosch.

### Dans la culture populaire
- La série de jeux vidéo des Souls est librement inspirée de Berserk. Le créateur du jeu vidéo Hidetaka Miyazaki a rappelé plusieurs fois son attachement à l'univers créé par Kentarō Miura[35].
- Le jeu vidéo Elden Ring de FromSoftware rendrait possiblement hommage au décès de Kentarō Miura avec un sanctuaire d'épées[36].
- L'épée géante de Li Xiong Mao dans la bande dessinée Freaks' Squeele est la dragonslayer[réf. nécessaire]
- Le groupe de heavy metal Beast in Black a créé un album Berserker en s'inspirant directement du manga.

## Accueil

### Ventes
En juillet 2015, le tirage total de la série s'élève à 27 millions d'exemplaires au Japon et 8 millions dans le reste du monde. En janvier 2016, le manga avait plus de 40 millions d'exemplaires en circulation. En 2021, il s'élève à plus de 50 millions d'exemplaires. En octobre 2022, il s'élève à plus de 55 millions d'exemplaires en circulation. En août 2025, le manga compte 70 millions d'exemplaires en circulation dans le monde dont 8 millions en langue française,,.

### Récompenses
Berserk était l'une des œuvres recommandées par le jury de la division Manga lors des 5e et 6e éditions des Japan Media Arts Festival en 2001 et 2002, respectivement,. En 1988, le prototype de Berserk gagne le prix du Comi Manga School,. Le manga a été finaliste pour les 2e, 3e, 4e et 5e tranches du Prix culturel Osamu-Tezuka en 1998, 1999, 2000, et 2001, respectivement. En 2002, Berserk s'est vu récompensé au Japon par le prix d'excellence à la cérémonie du 6e Prix culturel Osamu-Tezuka, derrière Vagabond qui a reçu le grand prix. En 2007, il reçoit le prix du meilleur seinen à la Japan Expo Awards. En 2008, 2009 et 2013 Berserk reçoit le Anime & Manga Grand Prix pour le meilleur seinen classique,,.
En 2016, Berserk s'est classé 38e sur la 17e liste du "Livre de l'année" du magazine Da Vinci. Dans le sondage Manga Sōsenkyo 2021 de TV Asahi, dans lequel 150 000 personnes ont voté pour leurs 100 meilleures séries de mangas, Berserk s'est classé 91e. Le manga a remporté le prix espagnol Manga Barcelona pour la catégorie seinen en 2013 et 2021,.

## Héritage
Berserk est considéré comme l'une des œuvres de dark fantasy les plus influentes,,,. Peter Fobian, dans un essai sur l'héritage et l'impact de Berserk, l'a qualifié de « monolithe non seulement pour les anime et les mangas, mais aussi pour la littérature fantastique, les jeux vidéo, etc. », comparant son niveau d'influence à Blade Runner, ajoutant en outre : « il est difficile d'imaginer à quoi ressemblerait le monde sans lui, et les générations de créateurs que la série a inspirés ».
Selon l'écrivain et éditeur Kazushi Shimada, des séries comme Fullmetal Alchemist, L'Attaque des Titans, Demon Slayer: Kimetsu no Yaiba ou Jujutsu Kaisen n'auraient pas existé sans Berserk. Certains auteurs de mangas de dark fantasy qui ont déclaré l'influence de Berserk incluent Hajime Isayama (L'Attaque des Titans), Kazue Kato (Blue Exorcist), et Yana Toboso (Black Butler). D'autres auteurs influencés par Berserk incluent Makoto Yukimura (Vinland Saga), Yūki Tabata (Black Clover), et Ryōgo Narita (Baccano! et Durarara!!). Adi Shankar, le showrunner de Castlevania, a déclaré dans une interview qu'il aimerait adapter Berserk, qualifiant la « beauté hyper-détaillée » de l'œuvre de Miura de « véritable chef-d'œuvre », tandis qu'Adam Deats, directeur adjoint de Castlevania, a déclaré que la série a été inspirée par Berserk.
Ramsey Isler d'IGN a déclaré que Guts « servit de modèle à de nombreux héros qui l'ont suivi », ajoutant que « l'épée ridiculement grande qu'il brandit » a lancé une tendance, s'est propagée à des personnages comme Cloud Strife de Final Fantasy VII et Ichigo Kurosaki de Bleach.
Berserk a également inspiré un certain nombre de jeux vidéo, dont la série Dynasty Warriors, la série Final Fantasy (notamment Final Fantasy VII et XIV), la série Dark Souls, Bloodborne, Sekiro: Shadows Die Twice, Elden Ring et les séries Devil May Cry et Dragon's Dogma de Capcom,,.

### Berserk - Official guide book
- Kentarō Miura (trad. du japonais), Berserk : Official guide book, France, Glénat Manga, 22 novembre 2017, 199 p. (ISBN 978-2-344-02392-1)

1. ↑  Official guide book, p. 159
2. ↑  Official guide book, p. 160
3. 1 2 3  Official guide book, p. 161
4. ↑  Official guide book, p. 160.
5. 1 2  Official guide book, p. 165.
6. ↑  Official guide book, p. 162.
7. ↑  Official guide book, p. 165
8. ↑  Official guide book, p. 162
9. ↑  Official guide book, p. 163